# Palácio Rio Branco (Acre)
O Palácio Rio Branco é a sede do governo do estado brasileiro do Acre, localizado na cidade de Rio Branco e construído em 1930. Esteticamente, o edifício faz uma completa releitura e/ou estilização dos elementos clássicos, mesclando-os com os do movimento moderno do art déco.

## História
Quando o político paraense Hugo Ribeiro Carneiro foi indicado para exercer o cargo de governador do Acre, a cidade de Rio Branco apresentava formação urbana diferente da atual. A imensa maioria da população vivia na zona rural, ao contrário de hoje, quando 70% do povo está nas cidades.
Em 15 de junho de 1929, no segundo aniversário do governo de Hugo Carneiro, lançou-se a pedra fundamental do Palácio Rio Branco. Grande parte dos trabalhadores integravam  a Força Pública do Território do Acre. O prédio foi inaugurado inacabado em 1930, sendo construído aos poucos e totalmente inaugurado no governo Guiomard Santos.
Hoje, tanto moradores quanto turistas podem conhecer as belezas do espaço que é um dos marcos do projeto de modernidade de Rio Branco numa época em que as edificações eram todas de madeira. Com visão de futuro, o então governador Hugo Carneiro começou a construir uma série de prédios em alvenaria, rompendo barreiras e obstáculos à realização de um projeto de logística extremamente complexo para aqueles tempos.
Assim sendo, o Palácio se constitui efetivamente em um marco de modernidade em vários aspectos. Nas décadas de 1980 e 1990, no entanto, sofreu drástico abandono e alguns de seus valores desapareceram ou foram deteriorados. Revitalizado por Jorge Viana, passou a contar a história da formação do Acre e a mostrar parte de seu patrimônio cultural e arqueológico, como os geoglífos, as formas geométrica de milhares de anos localizadas no Vale do Acre. A Revolução Acreana, a  vida seringueira, os empates e a luta de Chico Mendes.

## Visitação
Aberto ao público de terça a domingo (e feriados também) o Palácio Rio Branco passou a receber milhares de visitantes. Só em 2006 cerca de 22 mil turistas internos e de outros Estados passaram pelo local. Em 2007, o número praticamente dobrou: nada menos que 40.309 conheceram o Palácio.  Até abril de 2008 já são 8,9 mil turistas.

## Área arquitetônica

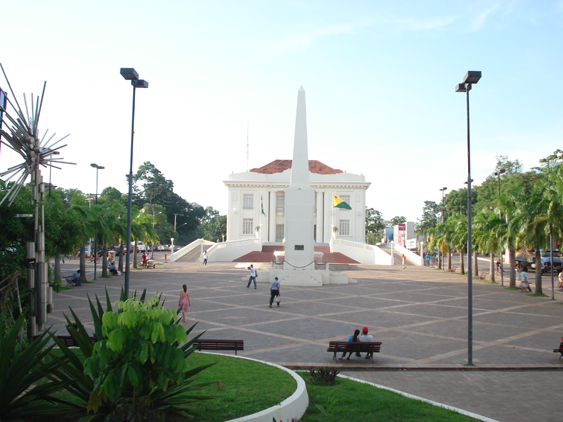
Imagem do Obelisco do Acre na frente do Palácio Rio Branco.

No total, desde que foi restaurado, o Palácio foi visitado 278,4 mil pessoas. É cada vez maior o número de turistas de outros Estados e do exterior mas os acreanos cada vez mais buscam oportunidade de conhecer sua própria história, o que encontram no Palácio Rio Branco.

## Museu
O Museu do Palácio Rio Branco é um museu histórico na cidade de Rio Branco, capital do estado brasileiro do Acre, que guarda e dispõe ao público acervos sobre a história; no complexo arquitetônico do museu tem o Obelisco do Acre, construído em memória aos heróis da Revolução Acreana.

## Endereço
- Avenida Getúlio Vargas, s/n, bairro: Centro